# Ryu Miyamoto
Ryu Miyamoto (født 4. august 1992) er en japansk tidligere professionel fodboldspiller.
Han har spillet for flere forskellige klubber i sin karriere, herunder Gainare Tottori.